# 纽约市警察博物馆
纽约市警察博物馆 （New York City Police Museum，NYCPM）位于美国纽约市的曼哈顿下城，靠近华尔街和南街海港。

## 历史
纽约市警察博物馆的内容包含关于1845年建立的纽约市警察局的历史和贡献的广泛信息。其中的主要焦点之一是纪念九一一袭击事件。该博物馆于1999年4月开业，正式揭幕仪式在2000年1月19日在滚球绿地百老汇26号举行，2002年1月迁址Old Slip100号（前第一分区）。2012年10月，由于飓风桑迪使造成严重损坏，博物馆于2013年10月24日在华尔街45号重新开放。该地点在2014年关闭，博物馆的未来计划尚不清楚。
纽约市警察博物馆让平民了解警察面临的情况，并使他们更好地了解警察的工作，并且让游客模拟警察射击。

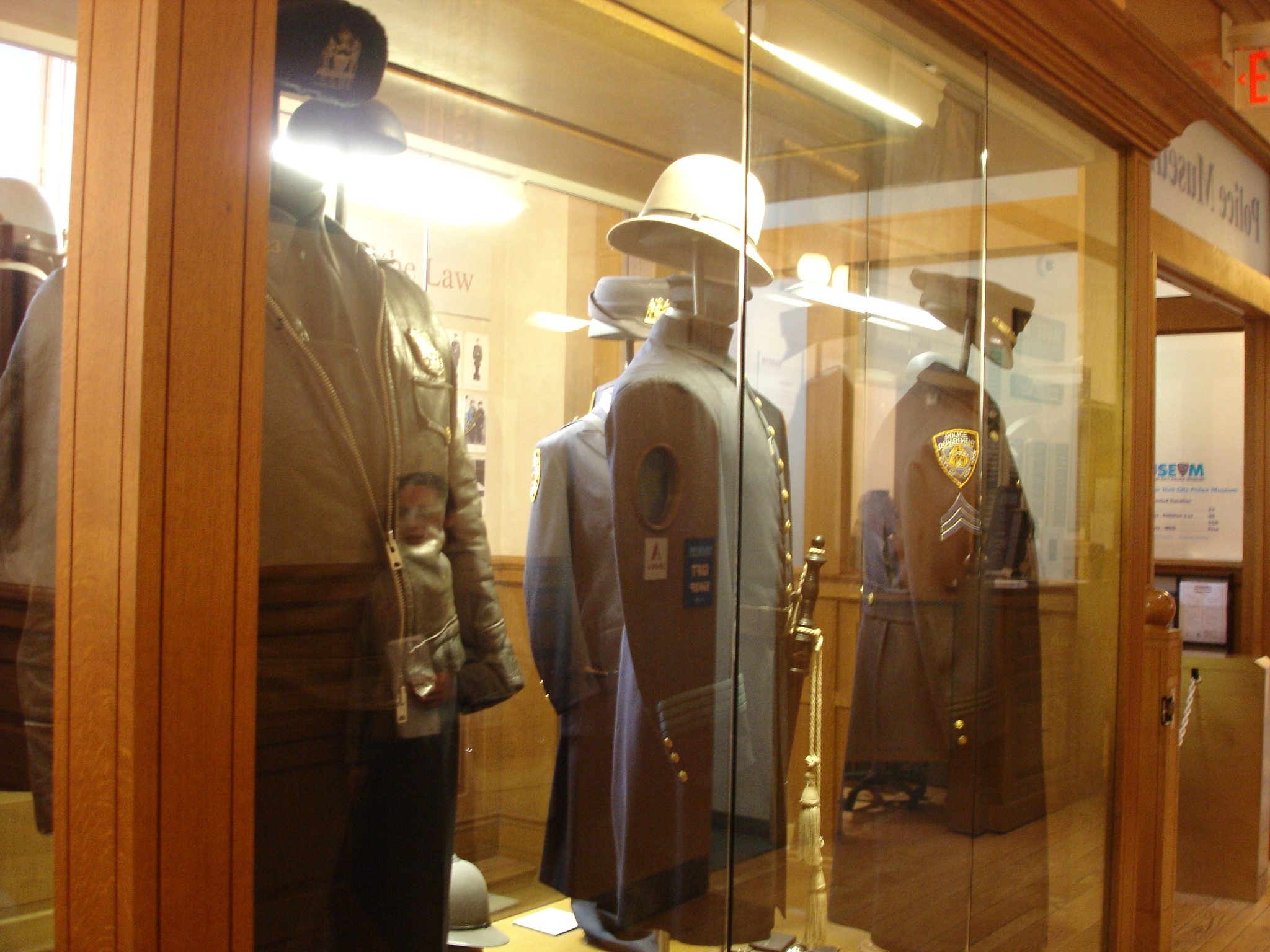

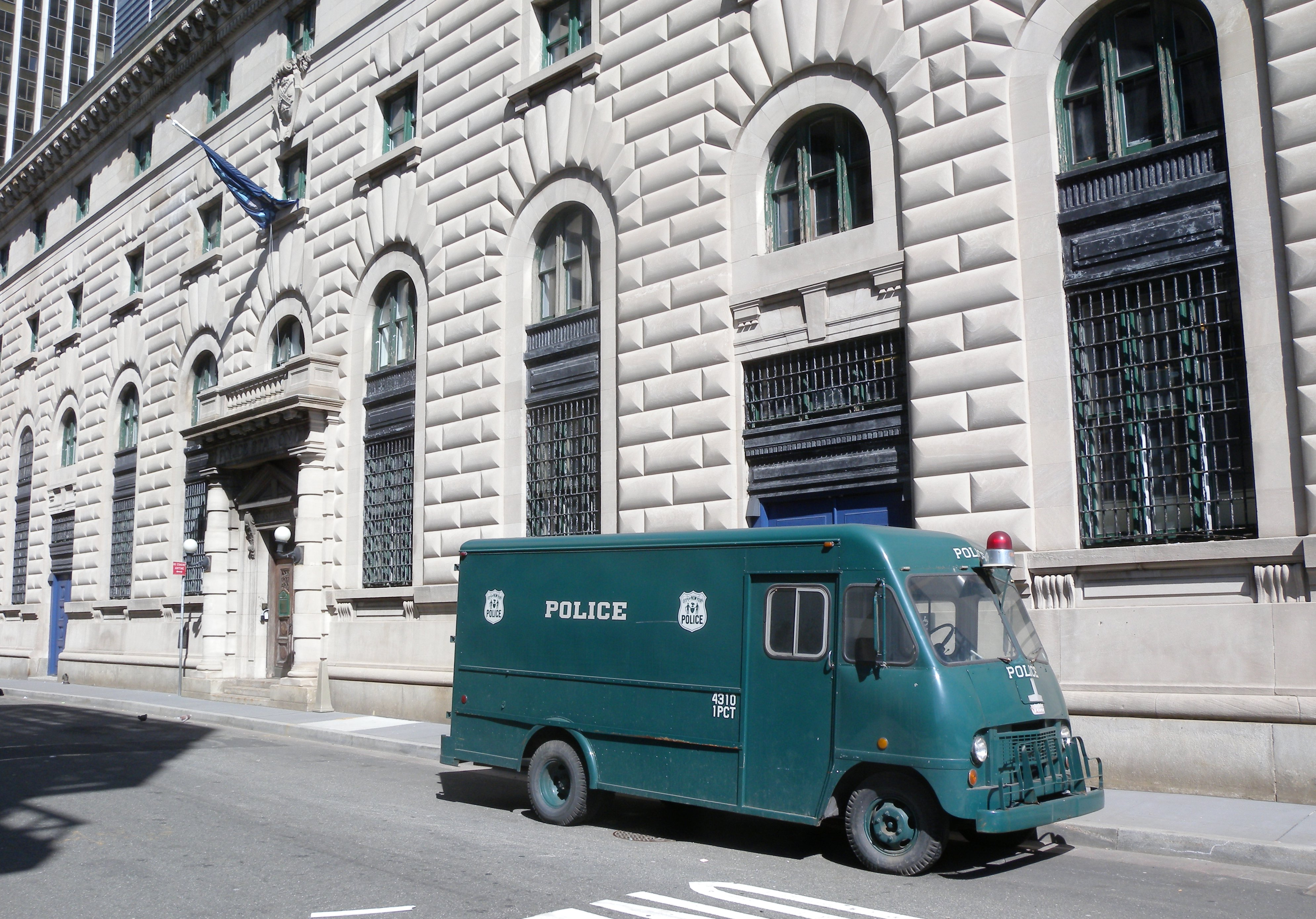